# Sockel 1851
Der Sockel 1851 (auch als LGA1851 bezeichnet) ist ein Prozessorsockel für Intel-Desktop-Prozessoren. Er wurde im Oktober 2024 veröffentlicht und wird bis 2026 Prozessoren der Meteor Lake-PS, Arrow Lake-S und Arrow Lake-S Refresh unterstützen. Seit der Veröffentlichung von Meteor Lake hat Intel ein neues Namensschema für Prozessoren veröffentlicht und damit die Fortsetzung der Core-i-Prozessoren beendet. Die Verkaufsbezeichnungen der Prozessoren ab Meteor Lake und neuer wurden in drei Kategorien eingeteilt: Intel-Core-Ultra für das High-End-Segment, Intel-Core für das Mainstream-Segment und Intel-Prozessor für das Einsteiger-Segment.
Er ersetzt den Sockel 1700 und verfügt über 1851 hervorstehende Pins für die Kontaktflächen des Prozessors. Im Vergleich zu seinem Vorgänger besitzt er 151 Anschlusspins mehr, jedoch vergrößern sich die Abmessungen des Sockels nicht. Die Sockelabmessungen mit 45 mm × 37,5 mm sind identisch zum Sockel 1700. Alte Prozessoren (14. Generation Raptor Lake Refresh und älter) passen trotz der identischen Abmessungen nicht in den Sockel, da sich die „Nasen“ zur Ausrichtung der Prozessoren an anderen Stellen befinden.
Der Sockel soll 20 PCIe 5.0 Lanes (×16 für Erweiterungskarten und ×4 für den Speicher) und zusätzlich 4 PCIe 4.0 Lanes für den Speicher verfügen. Die verfügbaren PCIe 5.0 Lanes für Erweiterungskarten können nun auf drei Geräte (×8, ×4, ×4), statt auf zwei wie beim Sockel 1700, aufgeteilt werden. Ähnlich wie beim AM5-Sockel von AMD basiert er ausschließlich auf DDR5-SDRAM und lässt im Gegensatz zu seinem Vorgänger die Unterstützung für DDR4 fallen.
Desktop-Prozessoren der Arrow Lake und Embedded-Prozessoren der Meteor Lake werden vom Chipsatz der Serie 800 unterstützt.

## Serie 800-Chipsatz
|                                     |                                     |                                     | H810                              | B860                              | Q870                                     | W880                                     | Z890                                     |
| ----------------------------------- | ----------------------------------- | ----------------------------------- | --------------------------------- | --------------------------------- | ---------------------------------------- | ---------------------------------------- | ---------------------------------------- |
| Übertaktung                         | Übertaktung                         | Übertaktung                         | Nein                              | Ja, nur RAM                       | Nein                                     | Ja                                       | Ja                                       |
| Bus Interface                       | Bus Interface                       | Bus Interface                       | DMI 4.0 ×4                        | DMI 4.0 ×4                        | DMI 4.0 ×8                               | DMI 4.0 ×8                               | DMI 4.0 ×8                               |
| CPU-Unterstützung                   | CPU-Unterstützung                   | CPU-Unterstützung                   | Meteor Lake Arrow Lake            | Meteor Lake Arrow Lake            | Meteor Lake Arrow Lake                   | Meteor Lake Arrow Lake                   | Meteor Lake Arrow Lake                   |
| Speicherunterstützung               | Speicherunterstützung               | RAM                                 | DDR5                              | DDR5                              | DDR5                                     | DDR5                                     | DDR5                                     |
| Speicherunterstützung               | Speicherunterstützung               | ECC                                 | Nein                              | Nein                              | Nein                                     | Ja                                       | Nein                                     |
| Maximale Anzahl DIMM-Steckplätze    | Maximale Anzahl DIMM-Steckplätze    | Maximale Anzahl DIMM-Steckplätze    | 2                                 | 4                                 | 4                                        | 4                                        | 8                                        |
| USB 2.0-Anschlüsse                  | USB 2.0-Anschlüsse                  | USB 2.0-Anschlüsse                  | 10                                | 12                                | 14                                       | 14                                       | 14                                       |
| USB 3.2- Anschlüsse                 | Gen 1 (5 Gbit/s)                    | Gen 1 (5 Gbit/s)                    | 4                                 | 6                                 | 10                                       | 10                                       | 10                                       |
| USB 3.2- Anschlüsse                 | Gen 2                               | ×1 (10 Gbit/s)                      | 2                                 | 4                                 | 8                                        | 10                                       | 10                                       |
| USB 3.2- Anschlüsse                 | Gen 2                               | ×2 (20 Gbit/s)                      | 0                                 | 2                                 | 4                                        | 5                                        | 5                                        |
| SATA 6-Gbit/s-Anschlüsse            | SATA 6-Gbit/s-Anschlüsse            | SATA 6-Gbit/s-Anschlüsse            | 4                                 | 4                                 | 8                                        | 8                                        | 8                                        |
| PCIe- Unterstützung (maximal)       | PCIe- Unterstützung (maximal)       | 5.0 (CPU)                           | 1×16                              | 1×16 + 1×4                        | 1×16 + 1×4 oder 2×8 + 1×4 oder 1×8 + 3×4 | 1×16 + 1×4 oder 2×8 + 1×4 oder 1×8 + 3×4 | 1×16 + 1×4 oder 2×8 + 1×4 oder 1×8 + 3×4 |
| PCIe- Unterstützung (maximal)       | PCIe- Unterstützung (maximal)       | 4.0 (CPU)                           | -                                 | -                                 | 1×4                                      | 1×4                                      | 1×4                                      |
| PCIe- Unterstützung (maximal)       | PCIe- Unterstützung (maximal)       | 4.0 (PCH)                           | 8                                 | 14                                | 20                                       | 24                                       | 24                                       |
| Unterstützte Bildschirme            | Unterstützte Bildschirme            | Unterstützte Bildschirme            | 3                                 | 4                                 | 4                                        | 4                                        | 4                                        |
| WLAN und Bluetooth integriert       | WLAN und Bluetooth integriert       | WLAN und Bluetooth integriert       | 802.11ax (Wi-Fi 6E) Bluetooth 5.3 | 802.11ax (Wi-Fi 6E) Bluetooth 5.3 | 802.11ax (Wi-Fi 6E) Bluetooth 5.3        | 802.11ax (Wi-Fi 6E) Bluetooth 5.3        | 802.11ax (Wi-Fi 6E) Bluetooth 5.3        |
| RAID-Unterstützung                  | RAID-Unterstützung                  | PCIe                                | Nein                              | Nein                              | 0, 1, 5, 10                              | 0, 1, 5, 10                              | 0, 1, 5, 10                              |
| RAID-Unterstützung                  | RAID-Unterstützung                  | SATA                                | Nein                              | 0, 1, 5, 10                       | 0, 1, 5, 10                              | 0, 1, 5, 10                              | 0, 1, 5, 10                              |
| Intel-Optane-Memory-Unterstützung   | Intel-Optane-Memory-Unterstützung   | Intel-Optane-Memory-Unterstützung   | Nein                              | Nein                              | Nein                                     | Nein                                     | Nein                                     |
| Intel-Smart-Sound-Technologie       | Intel-Smart-Sound-Technologie       | Intel-Smart-Sound-Technologie       | Ja                                | Ja                                | Ja                                       | Ja                                       | Ja                                       |
| Intel-Trusted-Execution-Technologie | Intel-Trusted-Execution-Technologie | Intel-Trusted-Execution-Technologie | Ja                                | Ja                                | Ja                                       | Ja                                       | Ja                                       |
| Intel-vPro-Technologie              | Intel-vPro-Technologie              | Intel-vPro-Technologie              | Nein                              | Nein                              | Ja                                       | Ja                                       | Nein                                     |
| Maximale Verlustleistung TDP        | Maximale Verlustleistung TDP        | Maximale Verlustleistung TDP        | 6 W                               | 6 W                               | 6 W                                      | 6 W                                      | 6 W                                      |
| Fertigungsprozess                   | Fertigungsprozess                   | Fertigungsprozess                   | TSMC N3B (3 nm)                   | TSMC N3B (3 nm)                   | TSMC N3B (3 nm)                          | TSMC N3B (3 nm)                          | TSMC N3B (3 nm)                          |
| Markteinführung                     | Markteinführung                     | Markteinführung                     | Q1 2025                           | Q1 2025                           | Q1 2025                                  | Q1 2025                                  | Q4 2024                                  |